# David Dunér

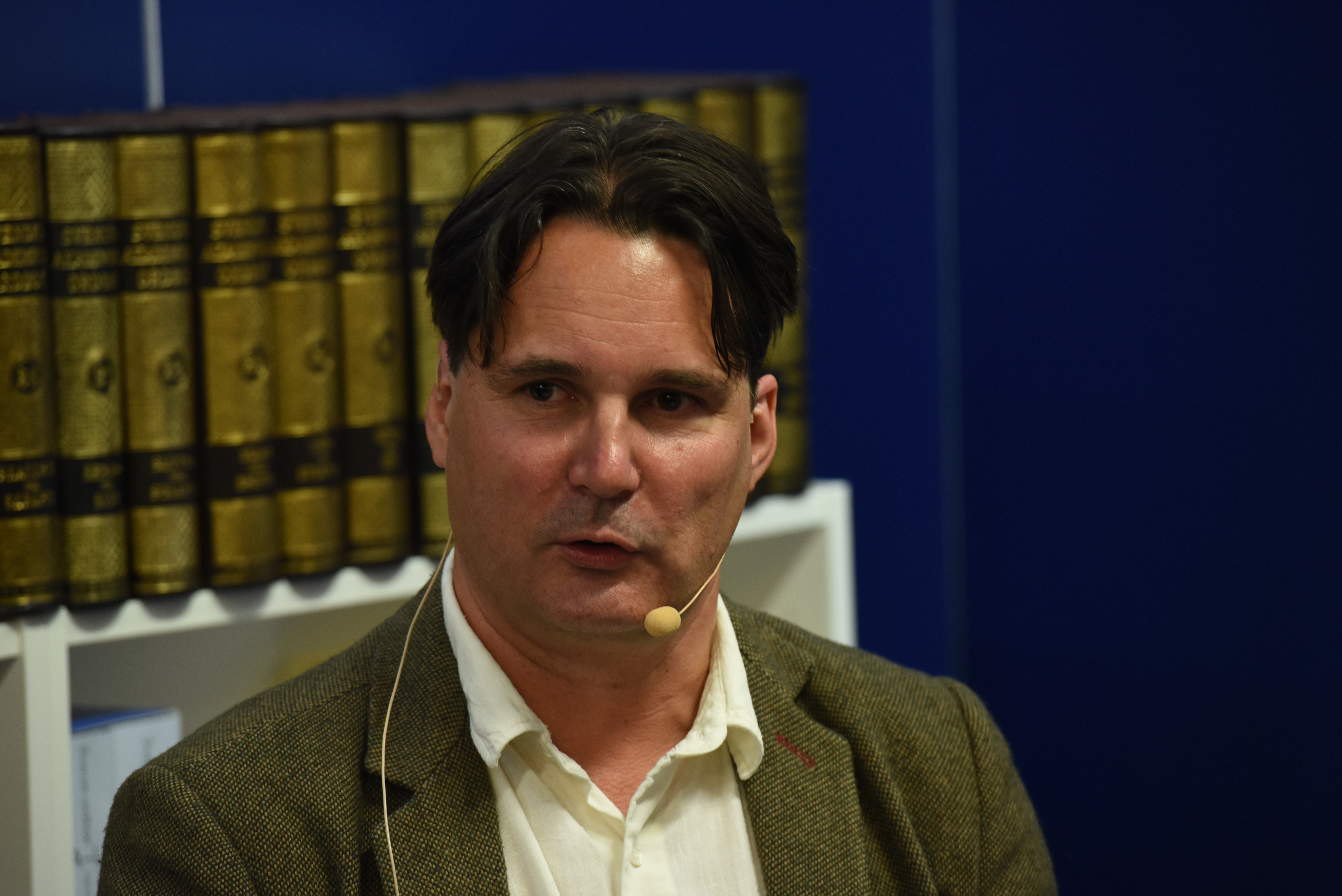
David Dunér på Bokmässan i Göteborg 2022.

David Immanuel Dunér, född 1970 på Lidingö, är en svensk idéhistoriker. Han utsågs 2013 till professor i idé- och lärdomshistoria vid Lunds universitet och är även verksam vid Centrum för kognitiv semiotik, Lunds universitet.
David Dunér har undervisat i idé- och lärdomshistoria sedan 1997 vid Lunds universitet och disputerade där 2004 på en avhandling om naturvetaren Emanuel Swedenborg, Världsmaskinen. Avhandlingen tilldelades bland annat Kungl. Vitterhetsakademiens pris för förtjänstfullt vetenskapligt arbete samt Pro Lingua-priset av Riksbanken/STINT. 
Han har publicerat vetenskapliga uppsatser om svenskt 1700-tal, vetenskapshistoria, medicinhistoria, brukshistoria, om Polhem, Löfling med mera, i flera prominenta historiska tidskrifter.

## Utmärkelser och ledamotskap
- Ledamot av Vetenskapssocieteten i Lund (LVSL 2008, Præses)[1]